# Deák Horváth Péter
Deák Horváth Péter (Budapest, 1958. szeptember 14. –) magyar újságíró, műsorvezető, kommentátor.

## Életpályája
Szülei Horváth Ferenc és Madar Ilona. 1979-1984 között az ELTE BTK hallgatója volt. Közben 1982–1984 között elvégezte a Magyar Rádió riporterképzőjét. 1984 óta a Magyar Rádió munkatársa, sportriporter, szerkesztő-műsorvezető. Hét nyári olimpiáról tudósított 1988 és 2012 között. Jelenleg az MTVA-nál dolgozik szerkesztő-riporterként.
Több magyar sportsiker legendás közvetítése fűződik a nevéhez, többek között Gyurta Dániel olimpiai aranyérme, a magyar labdarúgó-válogatott mérkőzései, a 2016-os Európa-bajnokságról vagy a legendás férfi kézisek győzelme a szinte verhetetlennek hitt francia válogatott felett.
A legendás riporter, Szepesi György méltó utódjának nevezte őt, ezzel is elismerve Péter tudását, tehetségét, szakmai alázatát.
A legutóbbi úszóversenyek során Deák Horváth Péter közvetítései több néző és szakértő szerint is pontatlannak és szakszerűtlennek bizonyultak. A közvetítés során több esetben hibásan azonosította a versenyzőket, rossz eredményeket mondott be, és a verseny dinamikáját sem tudta megfelelően visszaadni.
B. Bence, aki régóta követi és elemzi az úszóeseményeket, hivatalos panaszt nyújtott be a kommentátor munkájával kapcsolatban. Véleménye szerint a közvetítés nemcsak a nézők élményét rontotta, hanem a sportág iránti érdeklődést is negatívan befolyásolta. A panasz nyomán felülvizsgálták Deák Horváth Péter teljesítményét, és a többet nem közvetített úszóversenyeket a hasonló problémák elkerülése érdekében.

## Családja
1984-ben feleségül vette Szalóczy Ibolyát. Három gyermekük született: Márton (1988), Fanni (1992) és Boglárka (2007).

## Könyve
- Az olimpia hangjai. Képek és hangulatok a 2000-es olimpiai játékok előtt; szerk. Deák Horváth Péter; Magyar Rádió, Bp., 2000

## Díjai
- Sajtópáholy-díj (2003)
- MOB-médiadíj (Magyar Olimpiai Bizottság, 2006)[3]
- Feleki László-díj (2006)